# Две влюблённые девушки
«Две влюблённые девушки» (англ. The Incredibly True Adventure of Two Girls in Love) — американская романтическая комедия 1995 года режиссёра Марии Маженти.

## Сюжет
Рэнди Дин, девушка-сорванец, заканчивает школу, и у неё очень плохие баллы по математике. В школе у неё только один друг — чудаковатый парень Френк. После школы Рэнди подрабатывает на бензоколонке. Там же у неё происходят встречи с Венди, замужней женщиной, с которой у неё любовный роман.
Однажды на бензоколонке останавливается Range Rover, и его хозяйка — Иви Рой — просит посмотреть, все ли с ним в порядке. Иви — молодая афроамериканка, и Рэнди узнает в ней девушку из своей школы. Иви живёт со своей матерью, Эвелин, у которой сложные взаимоотношения с мужем, с которым она разводилась, а потом снова вышла замуж. Рэнди и Иви подружились и начали проводить время вместе, хотя это очень не понравилось подругам Иви. Подружки часто встречаются, бывают на природе, слушают вместе музыку. Рэнди разрывает с Венди, сказав, что теперь у неё новая подружка, а Иви расстается с другом, после того, как он говорит, что она отдалилась от него. Внезапно Иви дарит Рэнди книжку Уолта Уитмена Листья травы, которую та начинает жадно читать.
Приглашая Иви на ужин в небольшой домик, где живёт её семья, Рэнди признается, что живёт там вместе со своей тетей-лесбиянкой Ребеккой и её подружкой Вики с тех пор, как мать Рэнди бросила её. После ужина, когда Рэнди и Иви сидят рядом с домом, они в первый раз целуются. Позже Иви напишет об этом в своем дневнике, слегка недоумевая, что все это может значить.
Нежные чувства между девушками постепенно усиливаются. Настолько, что Иви открыто признается своим подругам о любви к Рэнди. Подруги порывают с Иви, возмущённые не столько фактом, что Иви лесбиянка, сколько тем, что она выбрала Рэнди.
Между тем, у Рэнди продолжает снижаться балл за математику и это грозит ей тем, что она не сможет окончить школу. Она скрывает это от тети. У Иви наступает день рождения, и, пользуясь отъездом матери, Иви приглашает Рэнди к себе домой. Они готовят себе праздничный ужин, с вином и огромным количеством блюд. Рэнди остаётся у Иви на ночь, и они впервые занимаются любовью.
На следующее утро внезапно возвращается мать Иви. Увидев разгром на кухне, она, рассерженная, поднимается в спальню Иви и находит там спящих девушек. В панике, они выбегают из дома и уезжают на машине Иви. А в это время тетя Рэнди узнает, что Рэнди не закончит в этом году школу. Рэнди не возвращается, и тетя, вместе с подругой и экс-подругой бросается выяснять, куда она пропала. Они узнают телефон Иви, встречаются с её матерью, но та тоже не знает, куда делись девушки.
А девушки, испуганные и потерянные, останавливаются в мотеле и не знают, что им дальше делать, у них даже нет денег. Кто-то замечает автомобиль Иви на стоянке рядом с мотелем, и семьи девушек бросаются туда. По пути их замечают бывшие подружки Иви, и в конце концов к отелю приезжает целая толпа. Они стучатся в дверь номера, где спрятались Иви и Рэнди. Перепуганные, они признаются друг другу в любви и это придаёт девушкам смелости. Они выходят из номера и в то время, как целый хор что-то кричит им и машет руками, они обнимаются и целуют друг друга, не обращая внимания на собравшихся родственников и друзей.

## Награды
Фильм получил следующие награды:
| Награды            | Награды | Награды           | Награды                        | Награды                  |
| ------------------ | ------- | ----------------- | ------------------------------ | ------------------------ |
| Фестиваль / Премия | Год     | Награда           | Категория                      | Победитель               |
| GLAAD Media Awards | 1996    | GLAAD Media Award | Outstanding Film (Independent) | «Две влюблённые девушки» |